# Grevillea heliosperma
Гревілея геліосперма (Grevillea heliosperma) — чагарник родом з північної Австралії. Він був описаний в 1810 році Робертом Брауном.